# Épila
Épila è un comune spagnolo di 4 087 abitanti situato nella comunità autonoma dell'Aragona.

## Monumenti e luoghi d'interesse
Feudo dei celebri duchi d'Alba, nel paese furono edificati alcuni bei palazzi nobiliari, fra cui quello dei conti di Montenegrón e quello dei duchi di Híjar. Di grande interesse sono la chiesa neoclassica di Santa Maria la Mayor ed il Convento de la Concepción.